# Bezljudivka
Bezljudivka (ukrajinsky Безлюдівка; rusky Безлюдовка – Bezljudovka) je sídlo městského typu v Charkovské oblasti na Ukrajině. Leží na řece Udě (přítoku Severního Doňce) přibližně 13 kilometrů jižně od centra Charkova a v roce 2013 v ní žilo devět tisíc obyvatel.

## Vývoj počtu obyvatel
| 1959 | 1970 | 1979 | 1989   | 2001 | 2015 |
| ---- | ---- | ---- | ------ | ---- | ---- |
| 7440 | 7764 | 8776 | 10 387 | 9653 | 9700 |

Zdroj: 